# Portrait d'une femme (poème)
Portrait d'une femme est un poème du poète américain (il n'est pas encore naturalisé britannique) T. S. Eliot (1888-1965), publié pour la première fois en septembre 1915 dans la revue Others: A Magazine of the New Verse. Il est publié à nouveau en mars 1916 dans une anthologie de la même revue, en février 1917 (sans l'épigraphe) dans une anthologie de la revue The New Poetry, et enfin dans son recueil de poèmes de 1917, Prufrock et autres observations.
Le titre du poème est considéré comme dérivé du roman éponyme de Henry James. L'épigraphe du poème est une citation de la pièce de Christopher Marlowe, Le Juif de Malte : « Tu as commis - / Fornication: mais c'était dans un autre pays, / Et en plus, la femme est morte ». 
Le poème est l’un des deux principaux poèmes de Boston écrits par Eliot, l’autre étant La Chanson d'amour de J. Alfred Prufrock. Il propose une satire des classes supérieures de l'époque, présentées comme vides et désespérées. Le point central du poème est cependant le locuteur qui, faisant la satire d'une dame de la classe supérieure présentée comme sans âme et vide, se révèle être l'individu réellement insensible et vide du poème. 
Le poème raconte l'histoire d'une amitié ratée en trois épisodes s'étalant sur dix mois. Dans la première partie, le locuteur se rendant à l'appartement de la Dame en décembre après l'avoir accompagnée à un concert, raconte leur dialogue amical et suggère qu'il préfère une approche plus vigoureuse de la vie. Dans la deuxième partie, la dame se plaint de son âge, envie la jeunesse de son visiteur et dit que les couchers de soleil d'avril et les souvenirs de Paris la réconcilient avec la vie, « après tout » ; encore une fois, son visiteur s’adresse au monde des journaux, du sport et de la bande dessinée, tout en confessant qu’il a également des moments de regret exquis. Dans la troisième partie, l'orateur fait ses adieux à la dame avant de partir à l'étranger ; elle se demande pourquoi ils ne sont pas devenus amis, lui demande de lui écrire et décrit son destin mélancolique et solitaire ; le locuteur pense à la possibilité de la mort de la Dame et questionne son comportement à son égard. 
Comme beaucoup des premiers poèmes d'Eliot, Portrait d'une femme est écrit sous l'influence de Jules Laforgue.   
Deux autres grands poètes de la modernité américaine, Ezra Pound et William Carlos Williams, ont également écrit des poèmes intitulés Portrait d'une femme, inspirés du même livre de Henry James. 